# Bibi et Tina : Complètement ensorcelée !
Série Bibi et Tina
Bibi et Tina, le film
(2014) Bibi et Tina : Filles contre garçons
(2016)
Pour plus de détails, voir Fiche technique et Distribution.
Bibi et Tina : Complètement ensorcelée ! (Bibi & Tina: Voll verhext!) est un film musical et fantastique allemand réalisé par Detlev Buck en 2014. Il est basé sur la série radiophonique pour enfants Bibi et Tina, elle-même basée sur les aventures de la sorcière Bibi Blocksberg et de son amie Tina créées par Elfie Donnelly. La sortie a eu lieu le 25 décembre 2014 dans les salles allemandes et tardivement le 15 avril 2017 dans les pays francophones, uniquement en VOD. C'est la suite de Bibi et Tina, le film, également réalisé par Buck, sorti en mars 2014.

## Synopsis
Commandités par Angus Naughty, les demi-frères Tarik et Ole pénètrent dans le château de Falkenstein et volent une collection de peintures et la collection de monocles du comte Falko de Falkenstein. Celui-ci alerte la police, qui commence immédiatement l'enquête. Il tombe sous le charme de la commissaire Greta Müller.
Quelques jours plus tard, Bibi et Tina distribuent des publicités pour le centre équestre des Martin en difficulté financière. En bordure du village, elles aperçoivent une caravane où Ole et Tarik vivent ensemble avec trois autres demi-frères et sœurs. Ils y vivent seuls car leur mère est hospitalisée. Quand Bibi rencontre Tarik pour la première fois, elle a un coup de foudre pour lui. Les deux amies ne savent pas que Tarik et son frère sont à l'origine du cambriolage dans le château.
Angus, lui-même sous les ordres de Hans Kakmann, confie à Tarik et Ole de voler le précieux étalon Fantastico des écuries du château Falkenstein. Pour apprendre à monter à cheval, il envoie Tarik et ses frères et sœurs au centre équestre pour effectuer un stage.
Bibi, Tina et son ami Alex veulent savoir qui est entré par effraction dans le château. Cela pousse Bibi à passer tout son temps avec Tarik conduisant Bibi et Tina à se disputer. Cependant, elles se retrouvent rapidement et renforcent leurs recherches. En fin de compte, la tentative de voler Fantastico de son écurie échoue après que Tarik ait fait part de ses remords et qu'il confesse à Bibi ses méfaits. Bien que Naughty réussisse d'abord à s'enfuir avec, il est finalement attrapé et remis à la police.
Plus tard, Hans Kakmann veut profiter de la grande fête costumée organisée par le comte Falkenstein dans son château pour voler Fantastico. Son plan est contrecarré par Bibi et Tina qui lui ont tendu un piège. Alors que Kakmann est attaché à un arbre grâce à la magie de Bibi, tous profitent de la fête.
Tarik et Ole sont pardonnés et continuent de passer leurs vacances au centre où ils devront travailler sous la forme de service communautaire.

## Fiche technique
Sauf indication contraire, les informations mentionnées dans cette section peuvent être confirmées par la base de données cinématographiques IMDb,  présente dans la section « Liens externes ».
- Titre original : Bibi & Tina: Voll verhext!
- Titre français : Bibi et Tina : Complètement ensorcelée !
- Réalisation : Detlev Buck
- Scénario : Detlev Buck et Bettina Börgerding, d'après les séries radiophoniques Bibi et Tina
- Direction artistique : Sabine Engelberg
- Décors : Tom Hecker
- Costumes : Ingken Benesch
- Photographie : Marc Achenbach
- Musique : Ulf Leo Sommer, Daniel Faust et Peter Plate
- Montage : Dirk Grau
- Production : Detlev Buck, Christoph Daniel, Marc Schmidheiny et Sonja Schmitt ; Claus Boje, Joel Brandeis, Gabriele Salomon, Dario Suter et Irene Wellershoff (ZDF) (co-production) ; Jan Brandt (production exécutive) ; Kirstin Wille (stagiaire)
- Sociétés de production :  DCM Productions ; Boje Buck Produktion, Kiddinx Filmproduktion, Zweites Deutsches Fernsehen (ZDF) (coproduction)
- Sociétés de distribution : DCM Film Distribution (Allemagne), Filmladen (Autriche), Just Film Distribution (Pays-Bas - 2016)
- Budget :
- Pays d’origine :  Allemagne
- Langue originale : allemand
- Format : couleur - 1.77:1 - son Dolby Digital
- Genres : Fantastique, Musical, Comédie
- Durée : 105 minutes
- Dates de sortie : 
  - Allemagne : 25 décembre 2014
  - Reste du monde : 15 avril 2017[1]
- Dates de sortie DVD/Blu-Ray :
  - Allemagne : 4 septembre 2015

## Distribution

### Acteurs principaux
- Lina Larissa Strahl (VF : Camille Donda) : Bibi Blocksberg
- Lisa-Marie Koroll (VF : Zina Khakhoulia) : Tina Martin
- Louis Held (VF : Gauthier Battoue) : Alexandre de Falkenstein (Alexander von Falkenstein)
- Emilio Moutaoukkil (VF : Rémi Caillebot (dialogues) - Paolo Domingo (chant)) : Tarik Schmüll
- Michael Maertens (VF : Stéphane Ronchewski) : Comte Falko de Falkenstein (Graf Falko von Falkenstein)
- Mavie Hörbiger (VF : Olivia Luccioni) : la commissaire Greta Müller
- Charly Hübner (VF : Pierre-François Pistorio) : Hans Kakmann
- Olli Schulz : Angus Naughty

### Acteurs secondaires
- Martin Seifert (VF : Jean-Claude Donda) : Dagobert
- Fabian Buch (VF : Donald Reignoux) : Roger Martin (Holger Martin)
- Winnie Böwe (VF : Anne Rondeleux (dialogues) - Barbara Beretta (chant)) : Susanne Martin
- Ivo Kortlang : Ole Schmüll
- Emil Pai Pötschke : Jacko Schmüll
- Helena Pieske	: Lynnie Schmüll
- Ina Müller : Kathi Schmüll

### Invités
- Deborah Schneidermann : Jessie Schmüll
- Max von der Groeben : Freddy
- Ruby O. Fee (VF : Adeline Chetail) : Sophia de Gelenberg (Sophia von Gelenberg)
- Detlev Buck : Dr Écureuil (Dr Eichhorn)

## Chansons du film
Note : contrairement au premier film, les chansons sont doublées en français dans la version française, à l'exception des reprises à la fin du film.
- Bibi & Tina - Roger
- 98 pour cent (98 Prozent) - Greta Müller
- Big Bang - Bibi, Tina et Roger
- Danger, Plaisir (No Risk, No Fun) - Bibi et Tarik
- Laisse-moi rêver (Ich bleib hier) - Bibi
- Ensemble, toi et moi (Auf einer Welle) - Tina
- Casse un œuf (Hau n Ei rein) - Susanne Martin et les enfants Schmüll
- L.O.V.E. (Liebe People) - Tarik et Jessie Schmüll
- Ich bleib hier
- 98 Prozent (générique de fin)

## Production

### Tournage
Le tournage a eu lieu à l'été 2014 dans le Brandebourg et en Saxe-Anhalt au château de Vitzenburg près de la ville de Nebra-sur-Unstrut.

## Suites
Le 29 avril 2015, la production d'une troisième partie a été annoncée sur la page Facebook de Bibi & Tina. Le tournage a eu lieu l'été de la même année. Le film Bibi et Tina : Filles contre Garçons est sorti le 21 janvier 2016 dans les salles allemandes. La quatrième partie intitulée Bibi & Tina : Quel Tohubohu a également été mise en scène par Detlev Buck et est sortie le 23 février 2017 dans les cinémas allemands. Les trois premières aventures de Bibi et Tina sont sorties le 15 avril 2017 en VOD dans le reste du monde.